# Your New Favourite Band
Your New Favourite Band is het derde album van de Zweedse Rock Band The Hives. Het album is een verzamelalbum, oorspronkelijk uitgegeven door Poptones voor de Engelse markt. Het album bevat nummers van eerder uitgegeven albums, singles en ep's. Het is uitgekomen in 2001.

## Tracklist
1. Hate To Say I Told You So
2. Main Offender
3. Supply And Demand
4. Die, All Right!
5. Untutored Youth
6. Outsmarted
7. Mad Man
8. Here We Go Again
9. A.K.A. I-D-I-O-T
10. Automatic Schmuck
11. Hail Hail Spit N ’Drool
12. The Hives Are Law, You Are Crime